# Барани (Куявсько-Поморське воєводство)
Барани (пол. Barany, нім. Barne) — село в Польщі, у гміні Ліпно Ліпновського повіту Куявсько-Поморського воєводства.
Населення — 178 осіб (2011).
У 1975-1998 роках село належало до Влоцлавського воєводства.

## Демографія
Демографічна структура станом на 31 березня 2011 року:
|          | Загалом | Допрацездатний вік | Працездатний вік | Постпрацездатний вік |
| -------- | ------- | ------------------ | ---------------- | -------------------- |
| Чоловіки | 86      | 23                 | 59               | 4                    |
| Жінки    | 92      | 21                 | 54               | 17                   |
| Разом    | 178     | 44                 | 113              | 21                   |